# نوجه‌ده علیا (کلیبر)
نوجه‌ده علیا'  یا نوجه ده کریمی یا یوخاری نوغدی (به ترکی آذربایجانی: yuxarı nuğədi ) یکی از روستاهای استان آذربایجان شرقی است که در دهستان پیغان‌چایی بخش مرکزی شهرستان کلیبر واقع شده‌است.

## نام
روستای نوجه‌ده که نام محلی آن نوغدی می‌باشد به دو معنا تفسیر می‌شود:
۱. روستای نوجه‌ده علیا (Nowjeh Deh-e Olya)، که در زبان ترکی‌ Noğədi تلفظ می‌شود، کلمه نوغدی یک کلمه لزگی است. اسم قومی که امروزه در گرجستان زندگی می‌کنند و معنی آن چهار راه می‌باشد یعنی جایی ک به چهار طرف مشرف است.
۲.محمد اردم در باره تحلیل اتیمولوژیک اسم "نوجه‌ده" در باره چنین نوشته است (وبلاگ قوپونتولار):
به نظر می‌رسد مناسب‌ترین تحلیل از این اسم، تجزیۀ آن به دو مورفم مغولی nuġa/nuqa و –dei/-dai باشد. نوغا/نوقا و شکل palatalized آن نوگه معنای روشنی در مغولی دارد: چمن و سبزه‌زار. پسوند –dei/-dai- که شکل دیگری از –tai/-tei است، معنای مالکیت و داشتن را القا میکند و از رایج‌ترین پسوندهای مغولی است. برای نمونه: moritai(به معنای صاحب اسب و سوارکار) از morin به معنای اسب، çasutai به معنای پوشیده از برف، از çasu به معنای برف، udumtai به معنای دارای سنّت، از لفظ udum به معنای سنّت، arbatai به معنای ده‌ساله، از کلمۀ arban به معنای دَه مشتق شده است. بنابراین نوغادای معنای واضحی خواهد داشت: مرغزار و چمنزار یعنی مکانهایی که برای عشایر و صاحبان احشام مهم‌اند.به احتمال زیاد، تحریف و تصحیف(و شاید هم با قصد تصحیح) اسم نوغادی از فرم نوگه‌دی ناشی شده است. ظاهراً چنین تصور شده که نوگه(nügä) مرکب از نو(=تازۀ فارسی) و گه است و گه هم تحریف عامیانۀ ‍-چه/-جه محسوب شده است. رسیدن از –dey به دِه فارسی، در زمانی که دیگر اهل علم و عامۀ مردم لفظ و پسوند مغولی را در نمی‌یافتند، کار دشواری نخواهد بود. از آنجا که در قرن هفتم و اواسط قرن هشتم هجری هنوز ایلات مغول را به صورت مستقل در عرصۀ سیاسی و مناطق مسکونی و ییلاق و قشلاقشان می‌بینیم، تحول یادشده باید از قرن نهم و دهم به بعد اتفاق افتاده باشد.

## جمعیت
پیشتر جمعیت این روستا بالغ بر ۴۸۷ نفر بودبر اثر سرشماری سال ۱۳۸۵ این روستا ۵۸۱ نفر (۱۲۱ خانوار) جمعیت دارد. در یک آمار گیری مربوط به سال ۱۳۹۰جمعیت این روستا  ۶۵۸ نفر در ۱۷۷ خانوار اعلام شده است..